# Vácegres
Vácegres es un pueblo húngaro perteneciente al distrito de Aszód, condado de Pest.

## Superficie
Cuenta con una superficie de 13,67 km².

## Demografía
Hasta 2024 la población era de 870 habitantes, con una densidad de población de 63,64 hab/km².
| Gráfica de evolución demográfica de Vácegres entre 2020 y 2024 |
|                                                                |
| Datos según la Oficina Central de Estadística de Hungría.      |